# Unit Load Device

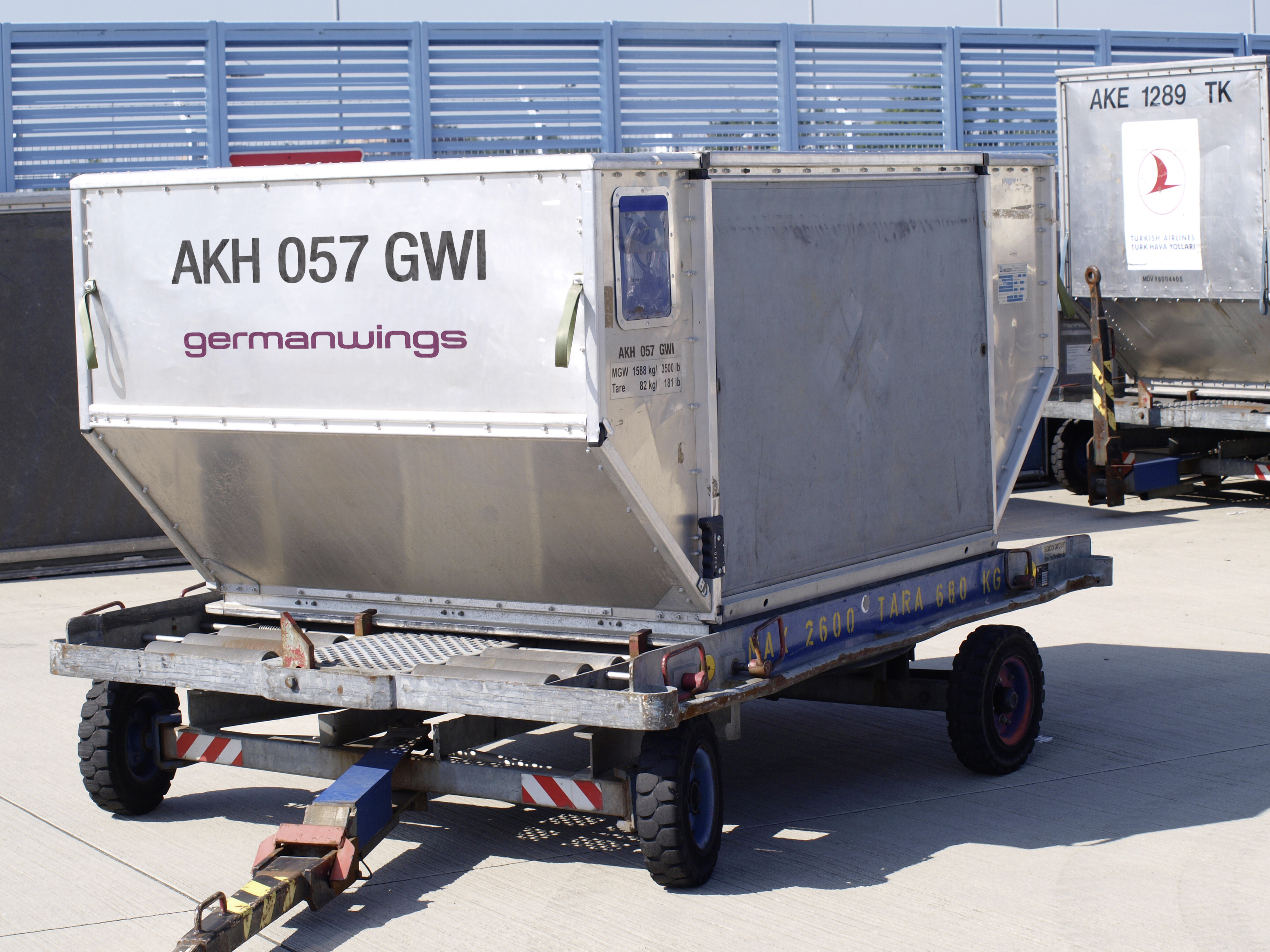
Luftfrachtcontainer Typ AKH

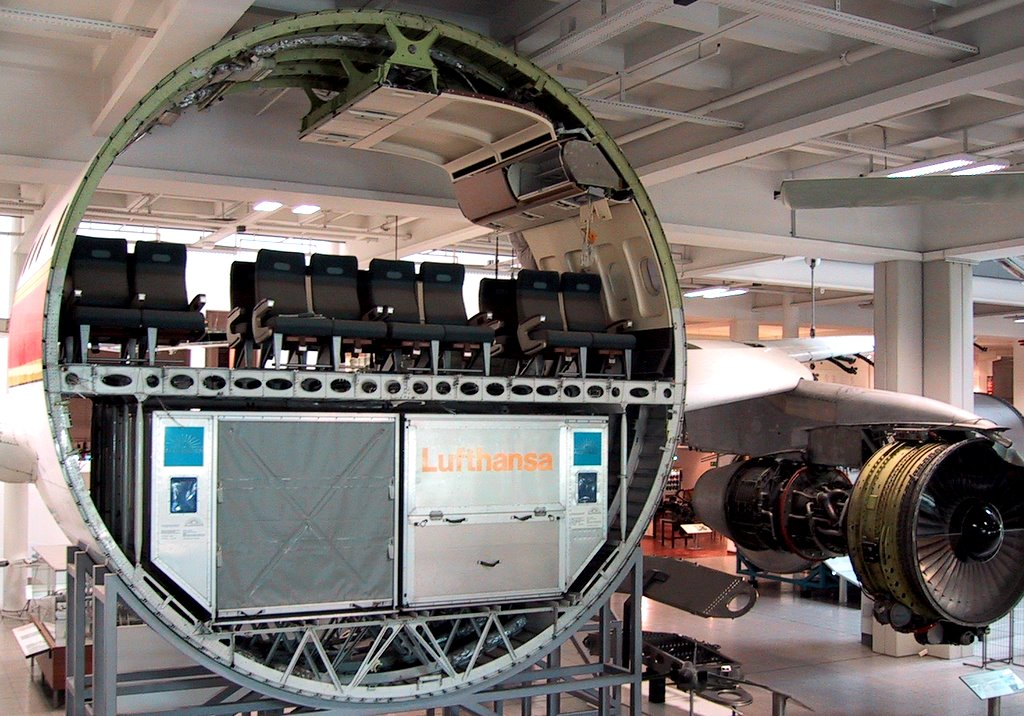
Zwei Luftfrachtcontainer LD3 im Querschnitt des Flugzeugrumpfs eines Airbus A300, ausgestellt im Deutschen Museum in München

Unit Load Devices (kurz ULD) sind Paletten und Container, die verwendet werden, um Gepäck, Frachtgut und Post auf Großraumflugzeuge und auch auf Schmalrumpfflugzeuge zu laden. Sie ermöglichen es, dass große Mengen an Beförderungsgut in großen Einheiten gebündelt werden.
Ihre Benutzung führt dazu, dass weniger Einheiten geladen werden müssen, und sie sparen den Abfertigungsunternehmen Bodenpersonal, Zeit und Aufwand.

## Typen
Es gibt 2 Formen von ULD:
1. ULD-Paletten sind Platten aus Aluminiumblech mit Unterkonstruktion aus Profilen, deren Ränder so gestaltet sind, dass sich die Ösen der Frachtnetze darin einrasten lassen.
2. ULD-Container sind geschlossene Behälter aus Aluminiumblechen mit Profilrahmen oder einer Kombination aus Aluminium (Rahmen) und Kunststoff (Wände). Diese können, je nach Art der darin befindlichen Güter, auch eingebaute Kühlaggregate haben. Dazu sind auch diese ULD-Container häufig innen mit Ösen ausgestattet, um schwere Frachtstücke und Sendungen nach DGR (Dangerous Goods Regulations = Gefahrgutvorschriften) fixieren zu können.

Lufthansa Cargo verwendet auch LD3-Container, die zu fast 100 Prozent aus Kunststoff bestehen und dadurch 14 kg leichter sind als die bisher verwendeten Container.
Unten sind Beispiele für häufige ULD und deren Besonderheiten aufgeführt.
| Container         | Innenvolumen (in m³) | Maße (in cm) Basisbreite/Breite × Tiefe × Höhe base/width × depth × height | Bemerkungen                                                                         |
| ----------------- | -------------------- | -------------------------------------------------------------------------- | ----------------------------------------------------------------------------------- |
| LD1               | 4,9                  | 156BW/234W × 153D × 163H                                                   | Speziell für Boeing 747                                                             |
| LD2               | 3,4                  | 120BW/158W × 153D × 163H                                                   | abgeschrägt, halbe Breite                                                           |
| LD3               | 4,3                  | 156BW/201W × 153D × 163H                                                   | abgeschrägt, halbe Breite                                                           |
| LD6               | 8,8                  | 318BW/407W × 153D × 163H                                                   | abgeschrägt, ganze Breite, äquivalent zu 2 LD3s                                     |
| LD7               |                      |                                                                            | abgeschrägt                                                                         |
| LD8               | 6,9                  | 244BW/318W × 153D × 163H                                                   | abgeschrägt, ganze Breite, äquivalent zu 2 LD2s; DQF-Präfix                         |
| LD9               |                      |                                                                            | nicht abgeschrägt; rechteckig                                                       |
| LD11              | 7,2                  | 318W × 153D × 163H                                                         | gleich wie LD8 aber nicht abgeschrägt; rechteckig                                   |
| Paletten          | Innenvolumen (in m³) | Maße (in cm) depth × (base) width                                          | Bemerkungen                                                                         |
| LD8               | 6,9                  | 153 × 244                                                                  | gleiche Bodenmaße wie die Containervariante; FQA-Präfix                             |
| LD11              | 7,2                  | 153 × 318                                                                  | gleiche Bodenmaße wie Containervariante; FLA- und PLA-Präfixe                       |
| LD7 (2 Varianten) | 10,6 11,6            | 224 × 318 244 × 318                                                        | PAJ-, PAG- und P1P-Präfixe PMC-Präfix – 20 cm größere Tiefe (depth, Flugzeug-längs) |

## Flugzeugkompatibilität

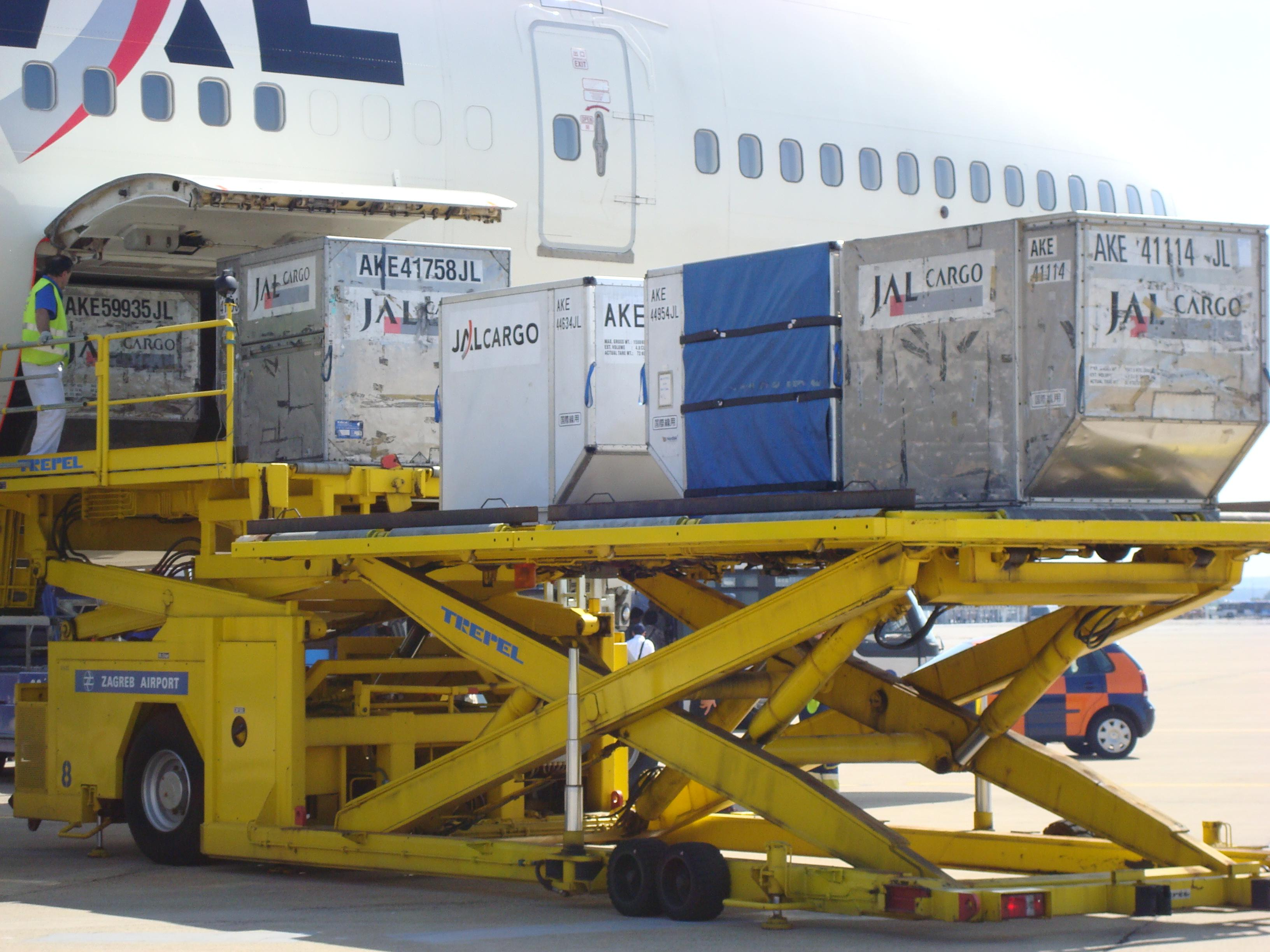
Entladung der LD3 Container einer Boeing 747 am Flughafen Zagreb

LD3, LD6 und LD11 sind geeignet für Boeing 787, Boeing 777, Boeing 747, McDonnell Douglas MD-11, Lockheed L-1011 und alle Airbus-Großraumflugzeuge. Die Boeing 767 wird aufgrund ihres schmaleren Rumpfes mit LD2 und LD8 beladen. Die weniger häufigen LD1 wurden speziell für die Boeing 747 konstruiert, aber LD3 werden öfter wegen ihrer allgemeinen Verfügbarkeit an deren Stelle verwendet (sie haben dieselben Bodendimensionen, also braucht ein LD3 genauso viel Platz wie ein LD1). LD3-Container mit einer reduzierten Höhe (45″ statt 64″) können auch in der Airbus A320-Familie verwendet werden. LD7 werden für Boeing 787, 777, 747, spätere Modelle der 767 (mit der großen Tür) und alle Airbus-Großraumflugzeuge verwendet.
Das Austauschen von bestimmten ULD zwischen LD3/6/11-Flugzeugen und LD2/8-Flugzeugen ist möglich, wenn die Fracht schnell zum nächsten Flug übermittelt werden muss. LD2 und LD8 können beide auf LD3/6/11-Flugzeuge geladen werden, allerdings entsteht hierbei ein großer Volumenverlust. Das Fliegen von nicht für den Flugzeugtyp vorgesehenen ULD ist auch dann möglich, wenn man Zeit hat, aber keine anderen ULDs zur Verfügung stehen.
Ebenso ist das Verladen von LD3 in der Iljuschin Il-86 und Iljuschin Il-96 möglich.
Für die Tupolew Tu-204 sind ULD gebaut worden, die dem ULD vom Typ AKH für die Airbusse 319-321 nachempfunden sind.

### ULD-Kapazität
Flugzeugbeladungen können aus Containern, Paletten oder einer Mischung aus ULD-Typen bestehen, je nach Einfachheit. Unten ist eine Tabelle mit den maximalen Ladekapazitäten von Flugzeugen. Die maximale Zuladung ist abhängig vom Flugzeugtyp und der Konfiguration der Airline. So ist z. B. nicht auf jedem Jumbo-Frachter die Q-Position im Maindeck belegbar.
(Die russischen Produktionen fehlen, wie z. B. die IL86/96 und TU204, für die es ebenfalls ULD-Versionen gibt.)
| Flugzeug             | Max. Containerkapazität                           | Max. Palettenkapazität                            | Bemerkungen                                                                                               |
| -------------------- | ------------------------------------------------- | ------------------------------------------------- | --- |
| A380-800F            | 59–71 LD3                                         | ?                                                 | Frachtflugzeug, Projekt abgekündigt - wird nie produziert werden.                                         |
| A380-800             | 38 LD3                                            | 13 Paletten                                       | |
| B747-400F/ERF        | 32 LD1 (Unterdeck) + 30 Paletten (Hauptdeck)      | 32 LD1 (Unterdeck) + 30 Paletten (Hauptdeck)      | Frachtflugzeug, Kapazität beinhaltet alle Decks + 2 kleine Paletten im Maindeck                           |
| B747-400ER           | 28 LD1                                            | 4 Paletten + 14 LD1                               | |
| B747-400/300/200/100 | 30 LD1                                            | 5 Paletten + 14 LD1                               | |
| B747-8I              | 38 LD1                                            | 7 Paletten + 16 LD1                               | |
| B747-8F              | 40 LD1 (Unterdeck) + 34 Paletten (Hauptdeck)      | 46 Paletten + 2 LD1                               | |
| B777F                | 30 LD3 + 27 Paletten                              | 37 Paletten                                       | Frachtflugzeug, Kapazität beinhaltet alle Decks                                                           |
| B777-300/300ER       | 44 LD3                                            | 8 Paletten + 20 LD3                               | |
| B777-200/200LR/ER    | 32 LD3                                            | 6 Paletten + 14 LD3                               | |
| A350-1000XWB         | 44 LD3                                            | 14 Paletten                                       | |
| A350-900XWB          | 36 LD3                                            | 11 Paletten                                       | |
| A350-800XWB          | 28 LD3                                            | 9 Paletten                                        | |
| A340-600             | 42 LD3                                            | 14 Paletten                                       | |
| A340-500             | 30 LD3                                            | 10 Paletten                                       | |
| A340-300             | 32 LD3                                            | 11 Paletten                                       | |
| A340-200             | 26 LD3                                            | 9 Paletten                                        | |
| MD-11                | 28–32 LD3                                         | 4–6 Paletten                                      | |
| MD-11F               | 32 LD3 + 26 Paletten                              |                                                   | |
| L-1011-500           | 19 LD3                                            | ?                                                 | |
| L-1011               | 16 LD3                                            | ?                                                 | alle Serien außer 500 (250/200/150/100/50/1 Serien)                                                       |
| B787-9               | 26 LD3                                            | 6 Paletten + 8 LD3                                | |
| B787-8/-3            | 20 LD3                                            | 5 Paletten + 5 LD3                                | |
| A330-300             | 32 LD3                                            | 11 Paletten                                       | |
| A330-200             | 26 LD3                                            | 8 Paletten + 2 LD3                                | |
| A330-200F            | 26 LD3 (Unterdeck) + 22 Paletten (Oberdeck)       | 18 Paletten P6P + 4 Paletten P1P                  | Frachtflugzeug, Kapazität beinhaltet alle Decks (Standardkonfiguration)                                   |
| A321                 | 10 LD3-45W                                        | k. A.                                             | Containerversion(Optional) AKH; Standardversion: Bulk                                                     |
| A320                 | 7 LD3-45W                                         | k. A.                                             | Containerversion(Optional) AKH; Standardversion: Bulk                                                     |
| A319                 | 5 LD3-45W                                         | k. A.                                             | Containerversion(Optional) AKH; Standardversion: Bulk                                                     |
| B767-400ER           | 38 LD2                                            | 5 Paletten + 18 LD2                               | |
| B767-300F            | 30 LD2 (niederes Deck) + 24 Paletten* (Hauptdeck) | 30 LD2 (niederes Deck) + 24 Paletten* (Hauptdeck) | *nimmt nur 88″ × 125″ Paletten auf; Frachtflugzeug                                                        |
| B767-300ER           | 30 LD2                                            | 4 Paletten + 14 LD2                               | |
| B767-300             | 30 LD2                                            | keine                                             | |
| B767-200             | 22 LD2                                            | keine                                             | |
| A300-600             | 22 LD3                                            | 4 Paletten + 10 LD3                               | |
| A300-600F            | 22 (23) LD3 + max. 21 Paletten                    |                                                   | Frachtflugzeug, Kapazität beinhaltet alle Decks (Standardkonfiguration)                                   |
| A300B2/B4            | 20 LD3                                            | ?                                                 | |
| A310                 | 14 LD3                                            | 3 Paletten                                        | |
| B727-200F            | keine                                             | 12 Paletten*                                      | *nur 88″ × 125″ Paletten; die Boeing 727 ist ein Schmalrumpfflugzeug                                      |
| B727-200C (Kombi)    | keine                                             | Max. 11 Paletten*                                 | *nur 88″ × 125″ Paletten wenn keine Passagiere an Bord können; die Boeing 727 ist ein Schmalrumpfflugzeug |

## Identifikation
Alle ULD sind anhand einer eindeutigen ULD-Nummer identifizierbar. Diese besteht aus einem Drei-Buchstaben-Präfix zur Identifizierung des Typs, gefolgt von einer 4- oder 5-stelligen Seriennummer und einem Suffix zur Angabe des Besitzers.
| Position                | 1                   | 2                          | 3                                | 4 … 7              | 8 … 10         |
| ----------------------- | ------------------- | -------------------------- | -------------------------------- | ------------------ | -------------- |
| Zeichen                 | Buchstabe           | Buchstabe                  | Buchstabe                        | Zahlen             | Buchstaben     |
| Beschreibung            | Typ der Ladeeinheit | Ausmaß Bodenfläche in Zoll | Kontur, Kompatibilität           | Seriennummer       | Eigentümer     |
|                         |                     |                            |                                  |                    |                |
| Beispiele:              |                     |                            |                                  |                    |                |
| AAK 2418 LH             | A                   | A                          | K                                | 2418               | LH             |
| AAK 2418 LH             | Container           | 88 in × 125 in             | K-Kontur (Iglu; LD7)             | Seriennummer 2418  | Lufthansa      |
| AKN 12345 DL            | A                   | K                          | N                                | 12345              | DL             |
| AKN 12345 DL            | Container           | 60,4 in × 61,5 in          | LDS-Container mit fester Tür/VAL | Seriennummer 12345 | Delta Airlines |
| AKH 057 GWI (Bild oben) | A                   | K                          | H                                | 057                | GWI            |
| AKH 057 GWI (Bild oben) | Container           | 60,4 in × 45 in            | LD3-45 Container                 | Seriennummer 057   | Germanwings    |

### Häufige Präfixe
| IATA-ID-Code-Referenzliste | Art der Einheit                                       | Basisabmessungen in Zoll | Leergewicht [kg] | Zul. Gesamtgewicht [kg] | Bemerkungen                                                               |
| -------------------------- | ----------------------------------------------------- | ------------------------ | ---------------- | ----------------------- | ------------------------------------------------------------------------- |
| AAA                        | Container                                             | 88 in × 125 in           | 0232             | 0.6033                  | A300, A320P2F, A321P2F, A321PCF, B727, B737, B747, B757, B767, B777, DC-8 |
| AAC                        | Container                                             | 88 in × 125 in           | 0220             | 0.6033                  | A300, A320P2F, A321P2F, A321PCF, B727, B737, B747, B757, B767, B777, DC-8 |
| AAJ                        | Container                                             | 88 in × 125 in           | 0251             | 0.6033                  | A300, DC-8, DC-10, L-188                                                  |
| AAK                        | Iglu-Einheit                                          | 88 in × 125 in           | 0200/ 0225       | 0.4625/ 0.6033          |                                                                           |
| AAN                        | QC-Container                                          | 88 in × 125 in           | 0243             | 0.3000                  |                                                                           |
| AAX                        | Container                                             | 88 in × 125 in           | 0270             | 0.6033                  | A300, B747, B767, B777                                                    |
| AAY                        | EURO-Container                                        | 88 in × 125 in           | 0250             | 0.3629                  | Bezeichnung für US                                                        |
| ABU                        | Container                                             | 88 in × 108 in           | 0198             | 0.2223                  | AN26, ATR72, B727, B757, DC-8, L-188                                      |
| AGA                        | 20′-Container                                         | 96 in × 238,5 in         | 1500             | 11.340                  |                                                                           |
| AKE                        | LD 3-Container                                        | 60,4 in × 61,5 in        | 0080             | 0.1588                  |                                                                           |
| AKH                        | LD 3-45-Container                                     | 60,4 in × 61,5 in        | 0080             | 0.1134                  | A319, A320, A321 (Unterdeck)                                              |
| AKN                        | LDS-Container mit fester Tür/VAL                      | 60,4 in × 61,5 in        | 0080             | 0.1588                  |                                                                           |
| AKW                        | LD 3-45-Container für Wertfracht                      | 60,4 in × 61,5 in        | 0100             | 0.1134                  |                                                                           |
| ALF                        | LD6 ohne Staplerführung                               | 60,4 in × 123,0 in       | 0096             |                         |                                                                           |
| AMA7                       | 10′-Container mit flexibler Tür                       | 96 in × 125 in           | 0255             | 0.6804                  |                                                                           |
| AMA8                       | 10′-Container mit fester Tür                          | 96 in × 125 in           | 0325/ 0410       | 0.6804                  |                                                                           |
| AMF                        | AMF-Container                                         | 96 in × 125 in           | 0375             | 0.5504                  |                                                                           |
| AMG                        | 10′-Container mit flex. Tür /GOH                      | 96 in × 125 in           | 0316             | 0.6804                  |                                                                           |
| AMJ                        | Container                                             | 96 in × 125 in           | 0307             | 0.6804                  | B767, B777, B747, A300                                                    |
| AMP                        | Kleidercontainer                                      | 96 in × 125 in           | 0305             | 0.6804                  | bis zu 2000 Zuladung zusätzlich auf Oberseite                             |
| AQ67                       | 10′-Container mit flexibler Tür                       | 96 in × 125 in           | 0255             | 0.6804                  |                                                                           |
| AQA7                       | 10′-Container mit flexibler Tür                       | 96 in × 125 in           | 0255             | 0.6804                  |                                                                           |
| AQA3                       | 10′-Container mit fester Tür                          | 96 in × 125 in           | 0325             | 0.6804                  |                                                                           |
| ASE                        | 20′-Container                                         | 96 in × 238,5 in         | 1000             | 11.340                  |                                                                           |
| AVA                        | LD3-Kleider-/Wertfrachtcontainer                      | 60,4 in × 61,5 in        | 0080             | 0.1588                  |                                                                           |
| AVE                        | LD3-Container                                         | 60,4 in × 61,5 in        | 0080             | 0.1588                  |                                                                           |
| AXY                        | Container                                             | 60,4 in × 108 in         | 0140             | 0.1043                  | nur B757SF                                                                |
| DPE                        | LD2-Catering-Container (CFG)                          | 47 in × 60,4 in          | 0071             | 0.1225                  |                                                                           |
| DQF                        | LD8-Container (CFG)                                   | 60,4 in × 96 in          | 0128             | 0.2342                  | nur B767                                                                  |
| HMA                        | Pferdestall für 3 Pferde                              | 96 in × 125 in           | 1030             | 0.3280                  |                                                                           |
| HMJ                        | Pferdestall für 3 Pferde                              | 96 in × 125 in           | 0805             | 0.3000                  | B747, B777, MD11                                                          |
| HYJ                        | Pferdestall für 3 Pferde                              | 88 in und 96 in Palette  | 0420             |                         |                                                                           |
| HYJ                        | Pferdestall für 3 Pferde                              | 88 in × 125 in           | 0510             |                         |                                                                           |
| JAN                        | Kühliglu                                              | 88 in × 125 in           | 0545             | 0.5300                  |                                                                           |
| NGE                        | Paletten-Netz für PGE/P7E                             |                          | 0025             |                         |                                                                           |
| NKA                        | Paletten-Netz für PKC                                 |                          | 0005             |                         |                                                                           |
| NLA                        | Paletten-Netz für PLA/PLW                             |                          | 0010             |                         |                                                                           |
| NME                        | Paletten-Netz für P1P/PAG/PAJ/PAW/PAX/P6P/PMC/PMW/PQP |                          | 0015             |                         |                                                                           |
| NYB                        | Paletten-Netz für PYB                                 |                          | 0010             |                         |                                                                           |
| P1P                        | Palette                                               | 88 in × 125 in           | 0120             | 0.6804                  |                                                                           |
| P6P                        | Palette                                               | 96 in × 125 in           | 0130             | 0.6804                  |                                                                           |
| P7E                        | 20′-Palette                                           | 96 in × 238,5 in         | 0500             | 11.340                  |                                                                           |
| PAG                        | Palette                                               | 88 in × 125 in           | 0120             | 0.6804                  |                                                                           |
| PAJ                        | Palette                                               | 88 in × 125 in           | 0120             | 0.6804                  |                                                                           |
| PAS                        | Schwerlastpalette                                     | 88 in × 125 in           | 0250             | 0.6804/ 0.9072          |                                                                           |
| PAW                        | Palette mit Seitenerweiterung                         | 88 in × 125 in           | 0167             | 0.6804                  | nur lower deck                                                            |
| PAX                        | Palette                                               | 88 in × 108/125 in       | 0100             | 0.6804                  |                                                                           |
| PEA                        | Halbpalette                                           | 53 in × 88 in            | 0056             | 0.1136                  |                                                                           |
| PGA                        | 20′-Palette                                           | 96 in × 238 in           | 0500             | 13.608                  |                                                                           |
| PGE                        | 20′-Palette                                           | 96 in × 238 in           | 0500             | 11.340                  |                                                                           |
| PKC                        | Palette mit Seitenerweiterung                         | 60,4 in × 61 in          | 0080             | 0.1134/ 0.1588          |                                                                           |
| PLA                        | Palette ohne Seitenerweiterung                        | 60,4 in × 125 in         | 0144             | 0.3175                  |                                                                           |
| PLW                        | Palette mit Seitenerweiterung                         | 60,4 in × 125 in         | 0144             | 0.3175                  | nur lower deck                                                            |
| PMC                        | Palette                                               | 96 in × 125 in           | 0130             | 0.6804                  |                                                                           |
| PMS                        | Schwerlastpalette                                     | 96 in × 125 in           | 0148             | 0.6804/ 0.9072          |                                                                           |
| PMW                        | Palette m. Seitenerweiterung                          | 96 in × 125 in           | 0152             | 0.6804                  | nur lower deck                                                            |
| PQP                        | Palette                                               | 96 in × 125 in           | 0100             | 0.6804                  |                                                                           |
| PYB                        | Q-Palette                                             | 55 in × 96 in            | 0070             | 0.1814                  | B747                                                                      |
| PZA                        | 16′-Palette                                           | 96 in × 196 in           | 0400             | 0.9300                  |                                                                           |
| RA4                        | Kühliglu                                              | 88 in × 125 in           | 0450             | 0.6033                  |                                                                           |
| RKN                        | Kühl-LD3                                              | 60,4 in × 61,5 in        | 0444             | 0.1588                  | autonome Kühlung, staplerbefahrbar                                        |
| VRA                        | PKW-Transportgestell nur für PZA-Palette              |                          | 0130/Paar        | 0.2500/Paar             |                                                                           |
| VZA                        | PKW-Transportplattform                                | 3,35 m × 2,05 m          | 0190             | 0.2500                  |                                                                           |
| XYW                        | Wertfrachtbox                                         | 2,00 m × 1,35 m × 1,38 m | 0090             | 0.1500                  |                                                                           |